# Église Saint-Pierre-et-Saint-Paul de Baye
Pour les articles homonymes, voir Église Saint-Pierre-et-Saint-Paul.
L'église Saint-Pierre-et-Saint-Paul de Baye, située au cœur du village se trouve dans le département de la Marne.

## Architecture
L'église est fermée au public depuis des années du fait de l'état de la toiture, gravement endommagée par la tempête de 1999. Des travaux de consolidation et de rénovation des couvertures et de la charpente, ont commencé en septembre 2018.
Elle possède une imposante galerie porche ouverte aux trois extrémités, des boiseries et une grille de chœur de 1755. C'est l'un des exemples de galerie-porche de la Champagne. L'église est classée au titre des monuments historiques en 1986.

## Galerie

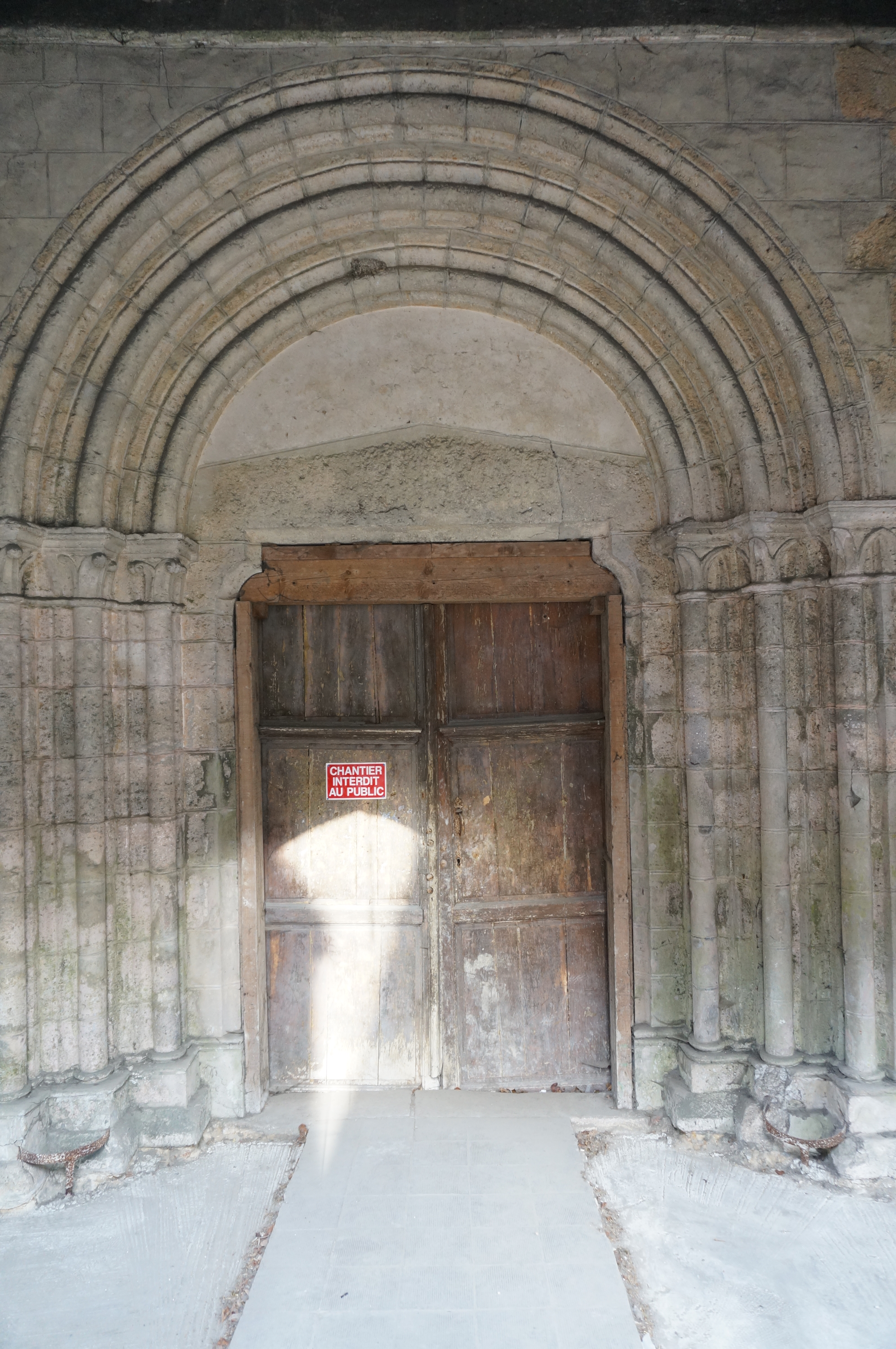
Le portail.
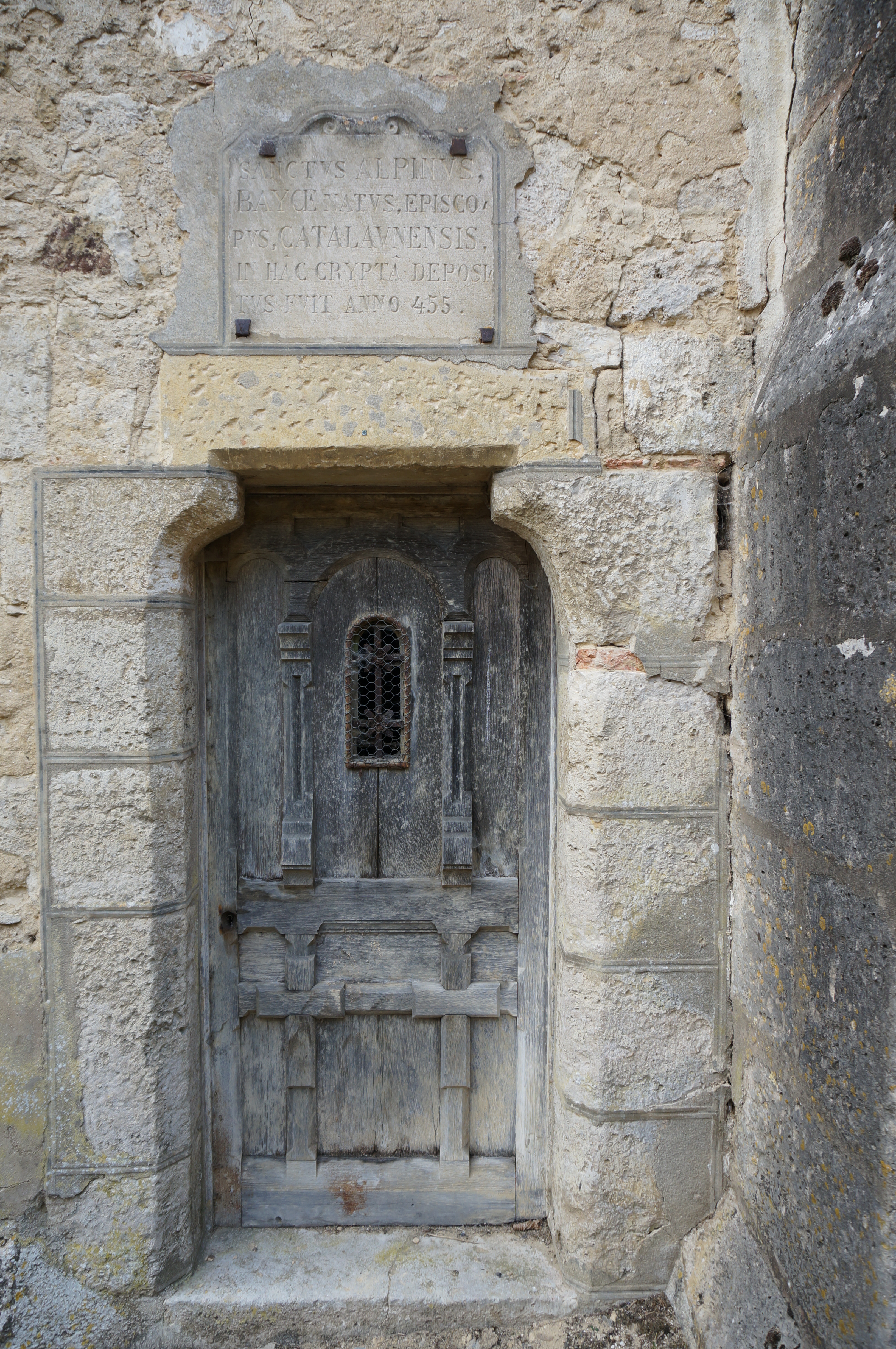
Porte latérale.